# Burak Ergin
Burak Ergin (* 3. März 2006) ist ein österreichischer Fußballspieler.

## Karriere
Ergin begann seine Karriere bei Schwarz-Weiß Bregenz. Zur Saison 2021/22 rückte er in den Kader der zweiten Mannschaft der Bregenzer. In seiner ersten Spielzeit bei Bregenz II kam er zu neun Einsätzen in der achtklassigen 3. Landesklasse, mit dem Team stieg er in die 2. Landesklasse auf. In dieser erzielte er bis zur Winterpause neun Tore in 13 Einsätzen. Im Jänner 2023 kam er dann in die AKA Vorarlberg, in der er zunächst im U-16-, danach im U-18-Team spielte.
Zur Saison 2024/25 kehrte Ergin nach Bregenz zurück, wo er einen Profivertrag erhielt. Sein Debüt in der 2. Liga gab er im August 2024, als er am ersten Spieltag jener Saison gegen den SK Sturm Graz II in der 61. Minute für Jan Stefanon eingewechselt wurde. Für Bregenz absolvierte er 19 Zweitligapartien, in denen er dreimal traf. Nach der Saison 2024/25 verließ er den Verein nach elf Jahren.